# Muntanyeta dels Sants
La Muntanyeta dels Sants, coneguda també com a cabeçol dels Sants, és un petit turó o promontori calcari de 27 metres d'altura situat al municipi de Sueca, a la Ribera Baixa.
Enclavat en ple Parc Natural de l'Albufera de València, al nord de la ciutat de Sueca, al bell mig del seu cim s'hi troba l'ermita o Santuari dels Sants de la Pedra, d'origen medieval, reformada i reconstruïda al llarg dels segles, dedicada als sants sants Abdó i Senén, patrons canònics del municipi des de 1902, promoguda i sufragada amb les almoines dels pagesos de Sueca. Es tracta d'un edifici gòtic popular tardà, reformat el 1916, que té, com a edifici annex, una hostatgeria. La muntanyeta es troba totalment envoltada d'arrossars, i va ser explotada com a pedrera durant els anys de postguerra, per a proveir de pedra a camins i murs de contenció del riu Xúquer.
En l'actualitat és una microreserva de flora des del 11-09-2006, com la Llacuna del Samaruc, d'Algemesí (02-12-2002), la qual és una figura de protecció autonòmica la qual té per finalitat protegir la vegetació del paratge. Es tracta d'un enclavament únic, ja que és un dels dos ressalts muntanyencs, juntament amb la Muntanya de les Raboses de Cullera, de tot el parc natural de l'Albufera.